# Microporella lunifera
Microporella lunifera är en mossdjursart som först beskrevs av William Aitcheson Haswell 1881.  Microporella lunifera ingår i släktet Microporella och familjen Microporellidae. Inga underarter finns listade i Catalogue of Life.